# Loxahatchee Groves
Loxahatchee Groves város az USA Florida államában, Palm Beach megyében. Lakosainak száma 3355 fő (2020. április 1.).

## Népesség
A település népességének változása:

| 2010 | 3 180 |
| 2020 | 3 355 |